# O deklamacji
O deklamacji – uwagi Cypriana Kamila Norwida na temat sztuki deklamacji z 1869.

## O tekście
Wypowiedź okolicznościowa Norwida, będąca następstwem jego publicznej deklamacji Rzeczy o wolności słowa 13 maja 1869 pod prezydencją Ludwika Nabielaka, do którego później skierował uwagi o deklamacji. Autograf został odnaleziony w 1916 w Korczewie w archiwum Kuczyńskich-Ostrowskich przez Zygmunta Mysłakowskiego i Krystyna Ostrowskiego i opublikowany przez Zenon Przesmycki w 1933 w Ineditach. Rozprawkach epistolarnych.

## Treść
Najwyższe wysokości słów dźwięczą muzyką sfer. Wydaje się, że nie powinny zależeć od ludzkiego tonu, że prawdy astronomii, jakkolwiek wypowiedziane, powinny robić na słuchaczu jednakowe wrażenie. A jednak ostateczne wysokości prawdy, które, które odrywają się od jej pnia i spadają w dół, potrzebują dzielnego tonu, wydźwięku, wypowiedzi, deklamacji właśnie. Do dziś całe karty Malczewskiego pozostają nierozumiane zarówno w sensie gramatycznym jak i poetyckim. Jeśli tak dzieje się z Marią, co powiedzieć o utworach mniej popularnychː znane są ledwie okładki i kilka stronic początkowych i końcowych. Są tacy, którzy uważają, że według Norwida, najważniejszą własnością człowieka nie jest zaczynanie, zamach ducha, lecz dopełnienie. Komuś, kto mu ostatnio mówił o ilości krwi wylanej podczas powstań na Krecie, poeta odpowiedział, że zna rzecz daleko trudniejszą... łepek od szpilki, ale dopełniony.
Dlatego uważa, że czytanie musi się rozwinąć jako nowa i zupełna sztuka. Deklamacja ma bowiem za zadanie słowa autora tak wygłosić, jak one poczęły się w jego duchu. Jest więc zaklęciem ducha. Krewny Norwida, widząc Rachelę deklamującą w Koriolanie, twierdził, że woli naturalne kobiety tańczące po prostu w Weselu w Ojcowie. Tyle że takiej naturalności nie ma.